# Châtillon-le-Roi
Châtillon-le-Roi là một xã trong tỉnh Loiret, vùng Centre-Val de Loire bắc trung bộ nước Pháp. Xã này nằm ở khu vực có độ cao từ 118-136 mét trên mực nước biển.